# Giovanni Robbiano
Giovanni Robbiano (Genova, 25 novembre 1958) è un regista e sceneggiatore italiano.

## Biografia
Laureatosi nel 1983 in storia del cinema al D.A.M.S. di Bologna con Antonio Costa e nel 1992 - dopo aver vinto una borsa di studio in sceneggiatura alla Film Division della Columbia University di New York, al rientro in Italia ha lavorato come sceneggiatore per poi esordire alla regia nel 1997 con il lungometraggio Figurine, seguito nel 2000 da A Deadly Compromise, realizzato per il mercato estero, e nel 2001 da 500!, autoprodotto dal gruppo "Zerobudget" e firmato in co-regia con Lorenzo Vignolo e Matteo Zingirian. La sua ultima pellicola è Hermano, interpretato da Rade Šerbedžija, Paolo Villaggio e dal regista Emir Kusturica, che compare in un cameo. Il film, girato nel 2000, aveva vinto già quattro anni prima il premio Solinas come miglior soggetto cinematografico, ed è stato distribuito in un'unica copia al cinema Filmstudio di Roma soltanto il 16 febbraio 2007. A partire dal decennio successivo ha invece ripreso a collaborare alla sceneggiatura di alcuni film, fiction, documentari e cortometraggi.
Alla fine degli anni Novanta, chiamato sempre da Antonio Costa, aveva cominciato l'attività di insegnamento presso la Facoltà di Lettere e Filosofia dell'Università degli Studi di Bologna all'interno dello stesso corso di laurea - appunto il D.A.M.S. - nel quale si era laureato anni prima. In seguito ha insegnato all'Università IULM di Milano ed alla sede di Imperia dell'Università degli Studi di Genova, sempre presso il D.A.M.S., nonché in Francia e presso la FAMU di Praga, della quale dal 2015 dirige il dipartimento internazionale: inoltre dal 2000 è trainer per il Progetto Media dell'Unione europea, collaborando in questa veste a numerose produzioni anche fuori Italia, e dal 2013 è membro dell'European Film Academy.
Sempre nel 2000 ha pubblicato un volume di tecnica della sceneggiatura edito da Carocci e intitolato appunto La sceneggiatura cinematografica.

## Filmografia

### Regista
- Figurine, (1997)
- A Deadly Compromise, (2000)
- 500!, (2001), (in co-regia con Lorenzo Vignolo e Matteo Zingirian)
- Hermano, (2007)

### Sceneggiatore
- Assolo, cortometraggio (1995)
- La bruttina stagionata, (1996)
- Figurine, (1997)
- 500!, (2001)
- Hermano, (2007)
- Jackfly, documentario (2010)
- La mia banda suona il rock, episodio della serie TV Il commissario Rex, (2011)
- Come trovare nel modo giusto l'uomo sbagliato, (2011)
- Tutti i rumori del mare, (2012)
- Fuoco amico TF45 - Eroe per amore, serie TV in 3 episodi (2016)
- The Anomaly, cortometraggio (2017)
- La Ragazza delle Gardenie, regia di Christian Olcese, cortometraggio (2024)